# Protaxis
Protaxis is een kevergeslacht uit de familie van de boktorren (Cerambycidae). De wetenschappelijke naam van het geslacht werd voor het eerst geldig gepubliceerd in 1906 door Gahan.

## Soorten
Protaxis omvat de volgende soorten:
- Protaxis bicoloripes Pic, 1923
- Protaxis fulvescens Gahan, 1906
- Protaxis fulviventris Heller, 1926
- Protaxis incisipennis Pic, 1939